# Gldanischevi
Gldanischevi (georgiska: გლდანისხევი), eller Gldanula (გლდანულა), är ett vattendrag i Georgien, i den östra delen av landet. Det rinner upp i regionen Mtscheta-Mtianeti och mynnar som vänsterbiflod i Kura (Mtkvari) i huvudstaden Tbilisi.